# Drosophila canadiana
Drosophila canadiana este o specie de muște din genul Drosophila, familia Drosophilidae, descrisă de Hajimu Takada și Jung-Hoon Yoon în anul 1989. Conform Catalogue of Life specia Drosophila canadiana nu are subspecii cunoscute.